# Star Trek: Deep Space Nine/Staffel 5
Die fünfte Staffel der US-amerikanischen Fernsehserie Star Trek: Deep Space Nine wurde in den USA zwischen September 1996 und Juni 1997 erstmals ausgestrahlt, in Deutschland von Februar bis März 1998 auf Sat.1. Die Episode „Immer die Last mit den Tribbles“ sendete Sat.1 bereits im Dezember 1997.

## Episoden und Erstausstrahlung
| Nr. (ges.) | Nr. (St.) | Deutscher Titel                 | Originaltitel                                | Erstausstrahlung USA | Deutschsprachige Erstausstrahlung (D) | Regie                  | Drehbuch                                                                                   |
| --- | --------- | ------------------------------- | -------------------------------------------- | -------------------- | ------------------------------------- | ---------------------- | ------------------------------------------------------------------------------------------ |
| 99 | 1         | Die Apokalypse droht            | Apocalypse Rising                            | 28. Sep. 1996        | 19. Feb. 1998                         | James L. Conway        | Ira Steven Behr, Robert Hewitt Wolfe                                                       |
| Mit der Absicht, Kanzler Gowron vor der klingonischen Regierung als Formwandler zu enttarnen, reisen Worf sowie Sisko, O’Brien und Odo, die chirurgisch in Klingonen verwandelt wurden, zum klingonischen Heimatplaneten, wo sie, zur Überraschung aller, nicht Gowron, sondern dessen Adjutanten General Martok als Formwandler entlarven. |           |                                 |                                              |                      |                                       |                        |                                                                                            |
| 100 | 2         | Das Schiff                      | The Ship                                     | 5. Okt. 1996         | 20. Feb. 1998                         | Kim Friedman           | Hans Beimler, Idee: Pam Wigginton, Rick Cason                                              |
| Auf einem Planeten im Gamma-Quadranten finden Sisko und seine Crew ein abgestürztes Raumschiff der Jem’Hadar. Als sich ein weiteres Schiff nähert, müssen sich Sisko und seine Crew in dem Wrack verschanzen. Sie finden heraus, dass die Jem’Hadar das Schiff nicht entern, weil sich ein Gründer auf dem Schiff versteckt und versuchen zurück nach DS9 zu kommen. |           |                                 |                                              |                      |                                       |                        |                                                                                            |
| 101 | 3         | Gefährliche Liebschaften        | Looking For Par'mach In All The Wrong Places | 12. Okt. 1996        | 23. Feb. 1998                         | Andrew J. Robinson     | Ronald D. Moore                                                                            |
| Quark erhält Besuch von seiner klingonischen Ex-Frau Grilka und versucht dabei, auch mit der Hilfe von Worf und Dax, Grilkas Herz zu erobern. |           |                                 |                                              |                      |                                       |                        |                                                                                            |
| 102 | 4         | Die Schlacht um Ajilon Prime    | Nor The Battle To The Strong                 | 19. Okt. 1996        | 24. Feb. 1998                         | Kim Friedman           | René Echevarria, Idee: Brice R. Parker                                                     |
| Die Klingonen setzen ihre Angriffe gegen die Föderation fort. Das erfährt Jake Sisko am eigenen Leib, als er und Bashir durch einen Notruf zu einer Föderationskolonie gerufen werden, die von Klingonen angegriffen wird. Als Sanitäter erfährt Jake die Schrecken des Krieges. |           |                                 |                                              |                      |                                       |                        |                                                                                            |
| 103 | 5         | Die Erpressung                  | The Assignment                               | 26. Okt. 1996        | 25. Feb. 1998                         | Allan Kroeker          | David Weddle, Bradley Thompson; Idee: David R. Long, Robert Lederman                       |
| Es gelingt einem sogenannten Pah-Geist, sich des Körpers von O’Briens Frau Keiko zu bemächtigen. Die Pah-Geister, so erzählt es eine bajoranische Legende, waren einstmals selbst Wurmlochbewohner, wurden von den Propheten aber aus dem Wurmloch verstoßen und streben seitdem danach, ihren früheren Platz wieder einzunehmen. Mit Hilfe von Keiko versuchen sie ihr Ziel nun in die Tat umzusetzen, können aber daran gehindert werden. |           |                                 |                                              |                      |                                       |                        |                                                                                            |
| 104 | 6         | Immer die Last mit den Tribbles | Trials And Tribble-ations                    | 2. Nov. 1996         | 6. Dez. 1997                          | Jonathan West          | Ronald D. Moore, René Echevarria; Idee: Ira Steven Behr, Hans Beimler, Robert Hewitt Wolfe |
| Durch einen Drehkörper wird die Defiant in die Zeit Captain Kirks zurückversetzt. Sie trifft auf die USS Enterprise NCC-1701, die die Raumstation K7 umkreist. Sisko und seine Mannschaft finden heraus, dass der Mensch, den sie auf Cardassia an Bord genommen haben, in Wirklichkeit ein klingonischer Spion ist, der sich an Captain Kirk rächen will und dadurch die Zeitlinie gefährdet. Es gelingt der Crew der Defiant den Mord zu verhindern und in ihre eigene Zeit zurückzukehren. |           |                                 |                                              |                      |                                       |                        |                                                                                            |
| 105 | 7         | Die Reise nach Risa             | Let He Who Is Without Sin…                   | 9. Nov. 1996         | 27. Feb. 1998                         | René Auberjonois       | Robert Hewitt Wolfe, Ira Steven Behr                                                       |
| Bei ihrem Urlaub auf dem Ferienplaneten Risa erkennen Worf und Dax ihre zunächst unterschiedlichen Auffassungen vom Führen einer Beziehung, weswegen sich Worf von Jadzia abwendet und sich vorübergehend einer Gruppe politischer Fundamentalisten anschließt. |           |                                 |                                              |                      |                                       |                        |                                                                                            |
| 106 | 8         | Die Schuld                      | Things Past                                  | 16. Nov. 1996        | 2. März 1998                          | LeVar Burton           | Michael Taylor                                                                             |
| Sisko, Odo, Dax und Garak finden sich nach einem Shuttle-Unfall in der Vergangenheit wieder. DS9 heißt noch Terok Nor und ist noch von Cardassianern besetzt. Dort werden sie für bajoranische Terroristen gehalten, denen die Todesstrafe droht. Odo, der schon damals für die Sicherheit verantwortlich war, scheint in die Ereignisse verstrickt gewesen zu sein und versucht einen damaligen Fehler zu korrigieren. |           |                                 |                                              |                      |                                       |                        |                                                                                            |
| 107 | 9         | Der Aufstieg                    | The Ascent                                   | 23. Nov. 1996        | 3. März 1998                          | Allan Kroeker          | Ira Steven Behr, Robert Hewitt Wolfe                                                       |
| Durch die Explosion einer Bombe an Bord ihres Shuttles stranden Odo und Quark auf einem unwirtlichen Planeten. Sie sind dazu gezwungen, sich zusammenzuraufen, um die Station über ihren Aufenthaltsort zu informieren und gerettet zu werden. |           |                                 |                                              |                      |                                       |                        |                                                                                            |
| 108 | 10        | Heilige Visionen                | Rapture                                      | 28. Dez. 1996        | 4. März 1998                          | Jonathan West          | Hans Beimler, Idee: L.J. Strom                                                             |
| Als Sisko Visionen hat, in denen er auch eine Gefahr für die Existenz von Bajor aufkommen sieht, verschiebt die bajoranische Regierung auf Siskos Drängen hin den Beitritt ihres Volks zur Föderation, den diese bereits bewilligt hatte. |           |                                 |                                              |                      |                                       |                        |                                                                                            |
| 109 | 11        | Dunkelheit und Licht            | The Darkness And The Light                   | 4. Jan. 1997         | 5. März 1998                          | Mike Vejar             | Ronald D. Moore, Idee: Bryan Fuller                                                        |
| Nachdem der Reihe nach Mitglieder aus Kiras früherer Widerstandszelle ermordet werden, ermittelt sie zusammen mit Odo die möglichen Täter und gerät, als sie den Mörder gefunden hat, auch selbst in Lebensgefahr. |           |                                 |                                              |                      |                                       |                        |                                                                                            |
| 110 | 12        | Das Baby                        | The Begotten                                 | 25. Jan. 1997        | 6. März 1998                          | Jesús Salvador Treviño | René Echevarria                                                                            |
| Nachdem auf der Station ein Wechselbalg-Baby gefunden wurde, erhält Odo seine Fähigkeit, formzuwandeln, wieder zurück. Kira bringt das Baby der O’Briens gesund zur Welt. |           |                                 |                                              |                      |                                       |                        |                                                                                            |
| 111 | 13        | Für die Uniform                 | For The Uniform                              | 1. Feb. 1997         | 9. März 1998                          | Victor Lobl            | Peter Allan Fields                                                                         |
| Der Maquis-Anführer und frühere Stationsoffizier Eddington will biogenetische Waffen gegen cardassianische Kolonien in der entmilitarisierten Zone einsetzen. Sisko, getrieben von Rache, versucht mit allen Mitteln den ehemaligen Sternenflotten-Offizier zur Strecke zu bringen und schreckt auch nicht davor zurück einen ganzen Planeten zu vergiften. |           |                                 |                                              |                      |                                       |                        |                                                                                            |
| 112 | 14        | Die Schatten der Hölle (1)      | In Purgatory's Shadow (1)                    | 8. Feb. 1997         | 10. März 1998                         | Gabrielle Beaumont     | Robert Hewitt Wolfe, Ira Steven Behr                                                       |
| Worf und Garak fliegen in den Gamma-Quadranten, nachdem man einen Notruf des totgeglaubten Enabran Tain, dem ehemaligen Chef des cardassianischen Geheimdienstes, empfangen hat. Die beiden geraten in Gefangenschaft der Jem’Hadar und treffen dort unter anderem auf Dr. Bashir, der bereits vor Wochen entführt wurde. Sie treffen auch auf den schwer kranken Enabran Tain. |           |                                 |                                              |                      |                                       |                        |                                                                                            |
| 113 | 15        | Im Lichte des Infernos (2)      | By Inferno's Light (2)                       | 15. Feb. 1997        | 11. März 1998                         | Les Landau             | Ira Steven Behr, Robert Hewitt Wolfe                                                       |
| Eine Flotte aus Jem’Hadar-Raumschiffen dringt durch das Wurmloch in den Alpha-Quadranten ein und fliegt nach Cardassia. Zeitgleich enthüllt der Cardassianer Gul Dukat, ehemaliger Kommandant von DS9, dass Cardassia dem Dominion beigetreten ist, um sein Reich, geschwächt durch Angriffe der Klingonen und des Maquis, zurück zu alter Stärke zu führen. Er selbst ist der neue Herrscher von Cardassia und erwartet nun, dass die Föderation auch dem Dominion beitritt; Sisko lehnt jedoch ab. Da sich das klingonische Reich durch das Bündnis zwischen Cardassia und dem Dominion ebenfalls bedroht sieht, stellt es nicht nur den Friedensvertrag mit der Föderation wieder her, sondern wird auch zu deren Alliiertem. Unterdessen versuchen Dr. Bashir, Worf, Garak und General Martok aus dem Jem’Hadar-Gefängnis zu fliehen. Derweilen versucht ein Wechselbalg auf DS9, der sich seit Wochen als Dr. Bashir tarnt, die Station und Bajor zu zerstören, indem er die bajoranische Sonne in eine Supernova verwandelt. Die Defiant kann ihn gerade noch stoppen. |           |                                 |                                              |                      |                                       |                        |                                                                                            |
| 114 | 16        | Dr. Bashirs Geheimnis           | Doctor Bashir, I Presume?                    | 22. Feb. 1997        | 12. März 1998                         | David Livingston       | Ronald D. Moore, Idee: Jimmy Diggs                                                         |
| Durch Indiskretion wird auf DS9 bekannt, dass Dr. Bashir im Kindesalter auf Veranlassung seiner Eltern genetisch aufgewertet wurde, auch, um einen höheren Intellekt zu erlangen. Da das Verfahren verboten ist, droht Bashir das Ende seiner Karriere. |           |                                 |                                              |                      |                                       |                        |                                                                                            |
| 115 | 17        | Der Datenkristall               | A Simple Investigation                       | 29. März 1997        | 13. März 1998                         | John T. Kretchmer      | René Echevarria                                                                            |
| Odo erhält Besuch von einer jungen Frau, die dem verbrecherischen Orion-Syndikat angehört und auf der Flucht vor Jägern ist, vor denen sie Odo zunächst beschützt. |           |                                 |                                              |                      |                                       |                        |                                                                                            |
| 116 | 18        | Kriegsgeschäfte                 | Business As Usual                            | 5. Apr. 1997         | 14. März 1998                         | Siddig El Fadil        | Bradley Thompson, David Weddle                                                             |
| Quark ist über die Möglichkeit, durch illegale Waffenlieferungen viel Geld zu verdienen, zunächst begeistert, gerät aber in ein moralisches Dilemma, als der Käufer eine Massenvernichtungswaffe erwerben möchte. |           |                                 |                                              |                      |                                       |                        |                                                                                            |
| 117 | 19        | Die Überwindung                 | Ties Of Blood And Water                      | 12. Apr. 1997        | 16. März 1998                         | Avery Brooks           | Robert Hewitt Wolfe, Idee: Edmund Newton, Robbin L. Slocum                                 |
| Als der Cardassianer Tekeny Ghemor, der Kira als seine Tochter betrachtet, zum Sterben auf die Station kommt, muss Kira, als sie von früheren Kriegsverbrechen Ghemors erfährt, seine Verbrechen emotional verkraften. |           |                                 |                                              |                      |                                       |                        |                                                                                            |
| 118 | 20        | Liebe und Profit                | Ferengi Love Songs                           | 19. Apr. 1997        | 17. März 1998                         | René Auberjonois       | Ira Steven Behr, Hans Beimler                                                              |
| Auf Ferenginar wird Quark, der seine Geschäftslizenz verloren hatte, die Möglichkeit geboten, diese wieder zurückzuerhalten. Dazu muss er jedoch seine Mutter enttarnen, die als Geliebte des Ferengi-Herrschers trotz Verbotes die finanziellen Geschicke des Planeten lenkt. |           |                                 |                                              |                      |                                       |                        |                                                                                            |
| 119 | 21        | Martoks Ehre                    | Soldiers Of The Empire                       | 26. Apr. 1997        | 18. März 1998                         | LeVar Burton           | Ronald D. Moore                                                                            |
| Bei der Suchaktion, die Martok, begleitet von Worf, als Raumschiffkommandant durchführt, werden Worfs Fähigkeiten als Krieger in Frage gestellt. |           |                                 |                                              |                      |                                       |                        |                                                                                            |
| 120 | 22        | Kinder der Zeit                 | Children Of Time                             | 3. Mai 1997          | 19. März 1998                         | Allan Kroeker          | René Echevarria, Idee: Gary Holland, Ethan H. Calk                                         |
| Die Crew der in der Atmosphäre eines Planeten im Gamma-Quadranten gefangenen Defiant trifft auf dem Planeten ihre eigenen, zukünftigen Nachkommen und versucht nun, den Planeten wieder zu verlassen. |           |                                 |                                              |                      |                                       |                        |                                                                                            |
| 121 | 23        | Glanz des Ruhms                 | Blaze Of Glory                               | 10. Mai 1997         | 20. März 1998                         | Kim Friedman           | Robert Hewitt Wolfe, Ira Steven Behr                                                       |
| Die Information über ein geplantes Attentat des Maquis gegen die Cardassianer stellt sich als Bluff heraus, der nur deshalb verbreitet wurde, um Anhänger von Eddington zu befreien. Dabei erfährt Sisko auch, dass der Maquis nach anhaltenden Kämpfen mit den Jem´Hadar weitgehend vernichtet wurde und keine Gefahr für Föderation oder Cardassianer mehr darstellt. |           |                                 |                                              |                      |                                       |                        |                                                                                            |
| 122 | 24        | Empok Nor                       | Empok Nor                                    | 17. Mai 1997         | 23. März 1998                         | Mike Vejar             | Hans Beimler, Idee: Bryan Fuller                                                           |
| Um sich Ersatzteile zu besorgen fliegen O’Brien, Nog, Garak und einige Techniker zur verlassenen Raumstation Empok Nor, da diese baugleich zu DS9 ist. Dort angekommen werden sie von Cardassianern gejagt, die in Stasekammern zurückgelassen wurden, um die Station zu verteidigen und durch eine Droge zu blutrünstigen Killern geworden sind. Die nur für Cardassianer wirksame Droge beginnt auch auf Garak zu wirken, der nun Jagd auf den Rest des Teams macht. |           |                                 |                                              |                      |                                       |                        |                                                                                            |
| 123 | 25        | Die Karte                       | In The Cards                                 | 7. Juni 1997         | 24. März 1998                         | Michael Dorn           | Ronald D. Moore, Idee: Truly Barr Clark, Scott J. Neal                                     |
| Um seinem Vater eine alte Baseballkarte zu beschaffen, erledigt Jake zusammen mit Nog einige Anschaffungen für den Karteneigentümer und wird dabei auch mit dem Dominion konfrontiert. |           |                                 |                                              |                      |                                       |                        |                                                                                            |
| 124 | 26        | Zu den Waffen!                  | Call To Arms                                 | 14. Juni 1997        | 25. März 1998                         | Allan Kroeker          | Ira Steven Behr, Robert Hewitt Wolfe                                                       |
| Nachdem die Romulaner und andere Völker des Alpha-Quadranten Nichtangriffspakte mit dem Dominion abschließen, lässt die Sternenflotte das Wurmloch verminen, um ein weiteres Aufrüsten des Dominion und ein Anwachsen der von ihm ausgehenden Bedrohung zu verhindern. Wohlwissend, dass die Blockade des Wurmlochs einen Krieg provoziert, veranlasst Sisko die bajoranische Regierung zum Abschluss eines Nichtangriffspaktes mit dem Dominion. Wenig später greift eine Flotte von Cardassianern und Jem’Hadar die mittlerweile fast vollständig evakuierte und von der Sternenflotte verlassene Station an und nimmt sie trotz hoher eigener Verluste ein. |           |                                 |                                              |                      |                                       |                        |                                                                                            |

## Produktion
Im September 1996 jährte sich der Fernsehausstrahlungsbeginn von Star Trek zum 30. Mal. Zu diesem Anlass wurde die ursprünglich als Staffelauftakt vorgesehene Episode Immer die Last mit den Tribbles (Trials and Tribble-ations) produziert. Darin interagieren Hauptfiguren aus Deep Space Nine mit solchen aus Raumschiff Enterprise, darunter Kirk und Spock. Die Episode greift das Thema der Raumschiff-Enterprise-Episode Kennen Sie Tribbles? wieder auf, in der sich kleine Pelztiere, Tribbles genannt, rasend schnell vermehren. Für die Herstellung der Episode wurden unter anderem Kopien der damaligen Kulissen originalgetreu nachgebaut, Uniformen geschneidert und Raumschiff- und -stationsmodelle nachgebaut. In wiederverwendete Szenen sowohl aus Kennen Sie Tribbles? als auch aus Ein Parallel-Universum wurden die Deep Space Nine-Figuren mittels digitaler Bildbearbeitung eingefügt.

## Kritiken
„Die fünfte Staffel der ‚Deep Space 9‘-Serie mit der Geschichte des beginnenden Dominionkriegs [ist] weiterhin sehr spannend und vermag diese sogar zu erhöhen. Star Trek war zur Ausstrahlungszeit der Serie noch nie so actionreich und vielschichtig gewesen, wie es jetzt bei der fünften Staffel gezeigt wird. Aber auch die amüsanten, wie auch persönlichen Geschichten kommen hierbei nicht zu kurz.“

| | |
| All in all, the storytelling in Season 5 is extremely solid, continuing DS9's great track record over the past several seasons. The larger story arcs involving the Dominion, the Klingon Empire, Cardassia, and Bajor are compelling, and the individual stories that are told in each episode are very well done. – Holly E. Ordway: DVD talk | „Alles in allem ist das Geschichtenerzählen in Staffel 5 extrem solide und setzt DS9s großartige Erfolgsgeschichte der vergangenen Staffeln fort. Die das Dominion, das klingonische Reich, Cardassia und Bajor beinhaltenden, übergeordneten Handlungsbögen sind fesselnd und die in jeder Episode erzählten personenbezogenen Geschichten sind sehr gut gemacht.“ |

„[…] der einzige Unterschied zum vorherigen Jahrgang ist höchstens eine nur minimale Tendenz nach unten in der allgemeinen Story-Qualität. Bis auf den recht miserablen Doppelpack ‚Die Reise nach Risa‘ (Let he who is without sin …) und ‚Die Schuld‘ (Things Past) erweist sich die Staffel aber als durchweg überdurchschnittlich, und punktet massiv mit einer eigenen Auswahl an klassischen Trek-Episoden.“

## Auszeichnungen
- ASCAP Awards 1997: Beste Fernsehserie
- NAACP Image Award 1997, nominiert: Bester Hauptdarsteller in einer Dramaserie, für Avery Brooks
- Hugo Award 1997, nominiert: Beste dramatische Leistung, für Ep. Immer die Last mit den Tribbles
- Primetime-Emmy-Verleihung 1997, nominiert:
  - Beste Frisur für eine Serie, für Ep. Immer die Last mit den Tribbles
  - Beste Kamera für eine Serie, für Ep. Die Apokalypse droht
  - Beste künstlerische Leitung für eine Serie, für Ep. Immer die Last mit den Tribbles
  - Beste Spezialeffekte für eine Serie, für Ep. Immer die Last mit den Tribbles
  - Bestes Make-up für eine Serie, für Ep. Die Apokalypse droht
- Saturn-Award-Verleihung 1997, nominiert:
  - Beste syndizierte Genre-Fernsehserie
  - Bester Genre-Fernsehschauspieler: Avery Brooks